# Филлипс (лунный кратер)
Кратер Филлипс (лат. Phillips), не путать с кратером Филлипс на Марсе, — крупный древний ударный кратер в южном полушарии видимой стороны Луны. Название присвоено в честь английского геолога Джона Филлипса (1800—1874) и утверждено Международным астрономическим союзом в 1935 г. . Образование кратера относится к нектарскому периоду.

## Описание кратера

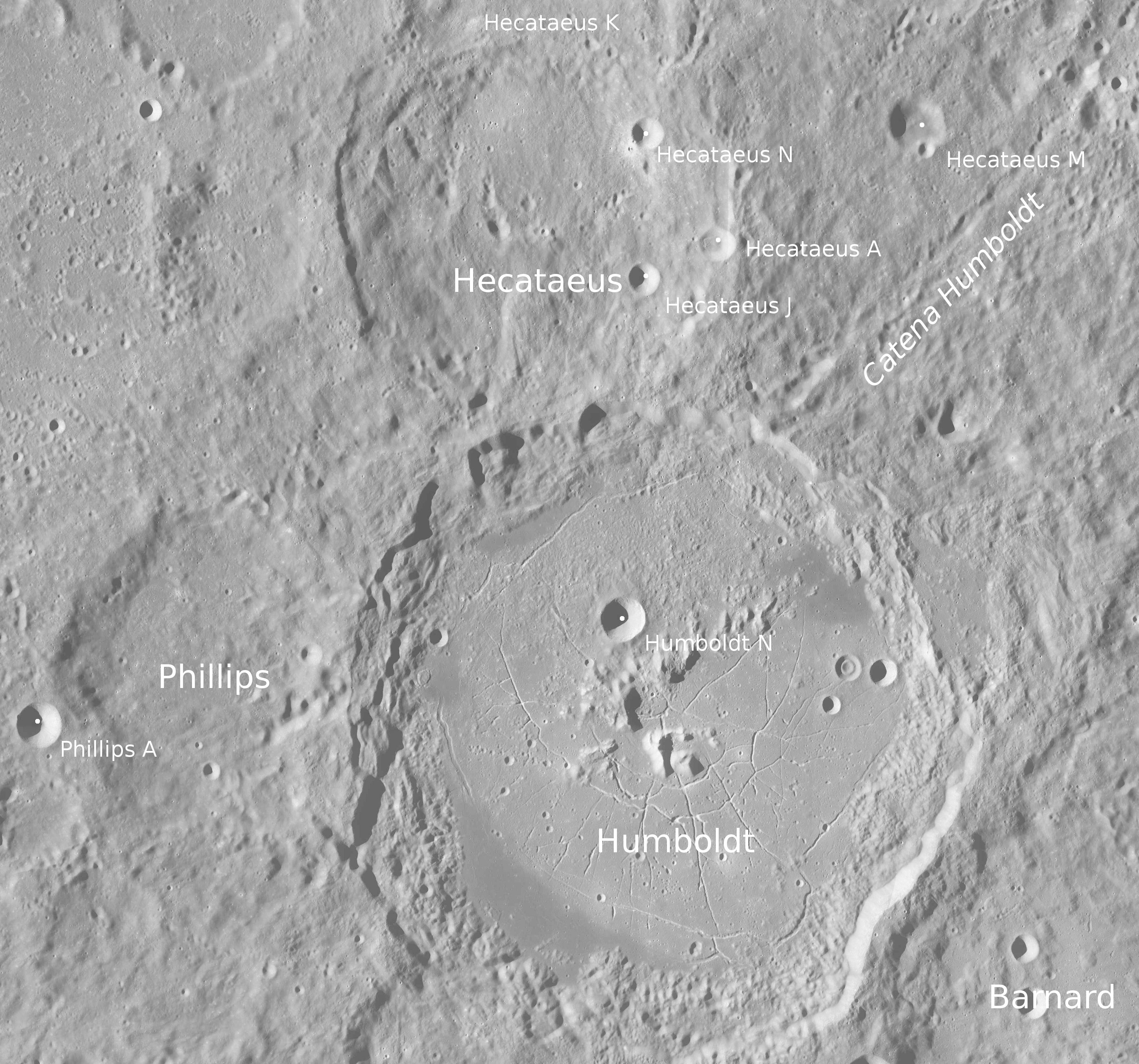
Окрестности кратера Филлипс. Снимок зонда Lunar Reconnaissance Orbiter.

Кратер Филлипс примыкает к западной части вала кратера Гумбольдт. Другими ближайшими соседями кратера являются кратер Бальмер на западе-северо-западе; кратер Гекатей на северо-востоке и кратер Лежандр на юго-западе. Селенографические координаты центра кратера 26°34′ ю. ш. 75°40′ в. д. / 26,57° ю. ш. 75,67° в. д., диаметр 104,2 км, глубина 2,9 км.
Кратер Филлипс имеет полигональную форму и практически полностью разрушен. Вал сглажен и трудно различим на фоне окружающей местности, восточная часть вала и чаши перекрыта породами выброшенными при образовании кратера Гумбольдт, южная часть вала сравнялась с окружающей местностью. Дно чаши пересеченное за исключением нескольких сравнительно ровных областей. В центре чаши расположен невысокий вытянутый хребет. 

## Сателлитные кратеры
| Филлипс | Координаты                                            | Диаметр, км |
| ------- | ----------------------------------------------------- | ----------- |
| A       | 27°09′ ю. ш. 73°35′ в. д. / 27,15° ю. ш. 73,59° в. д. | 14,8        |
| B       | 23°13′ ю. ш. 70°35′ в. д. / 23,21° ю. ш. 70,59° в. д. | 41,1        |
| C       | 26°31′ ю. ш. 71°10′ в. д. / 26,51° ю. ш. 71,16° в. д. | 7,5         |
| D       | 25°02′ ю. ш. 70°48′ в. д. / 25,04° ю. ш. 70,8° в. д.  | 61,9        |
| E       | 25°36′ ю. ш. 68°07′ в. д. / 25,6° ю. ш. 68,12° в. д.  | 10,4        |
| F       | 25°05′ ю. ш. 68°50′ в. д. / 25,09° ю. ш. 68,83° в. д. | 11,9        |
| G       | 24°33′ ю. ш. 68°43′ в. д. / 24,55° ю. ш. 68,72° в. д. | 8,5         |
| H       | 25°15′ ю. ш. 71°19′ в. д. / 25,25° ю. ш. 71,31° в. д. | 7,6         |
| W       | 25°09′ ю. ш. 72°14′ в. д. / 25,15° ю. ш. 72,23° в. д. | 61,7        |

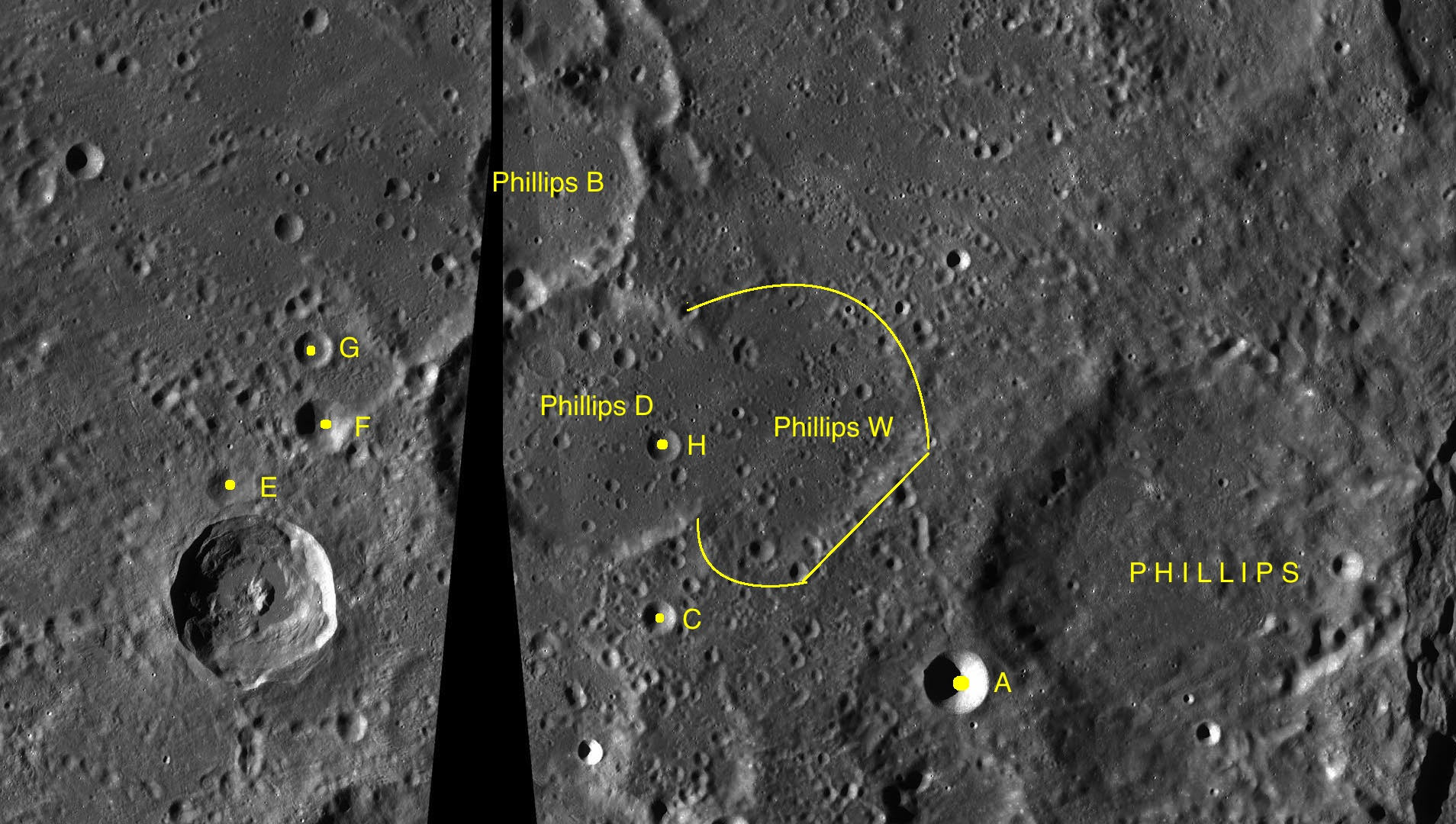
Фрагменты карт LAC-98, LAC-99.

- Образование сателлитного кратера Филлипс B относится к нектарскому периоду[1].

- Образование сателлитных кратеров Филлипс D, Филлипс W относится к донектарскому периоду[1].

## Галерея

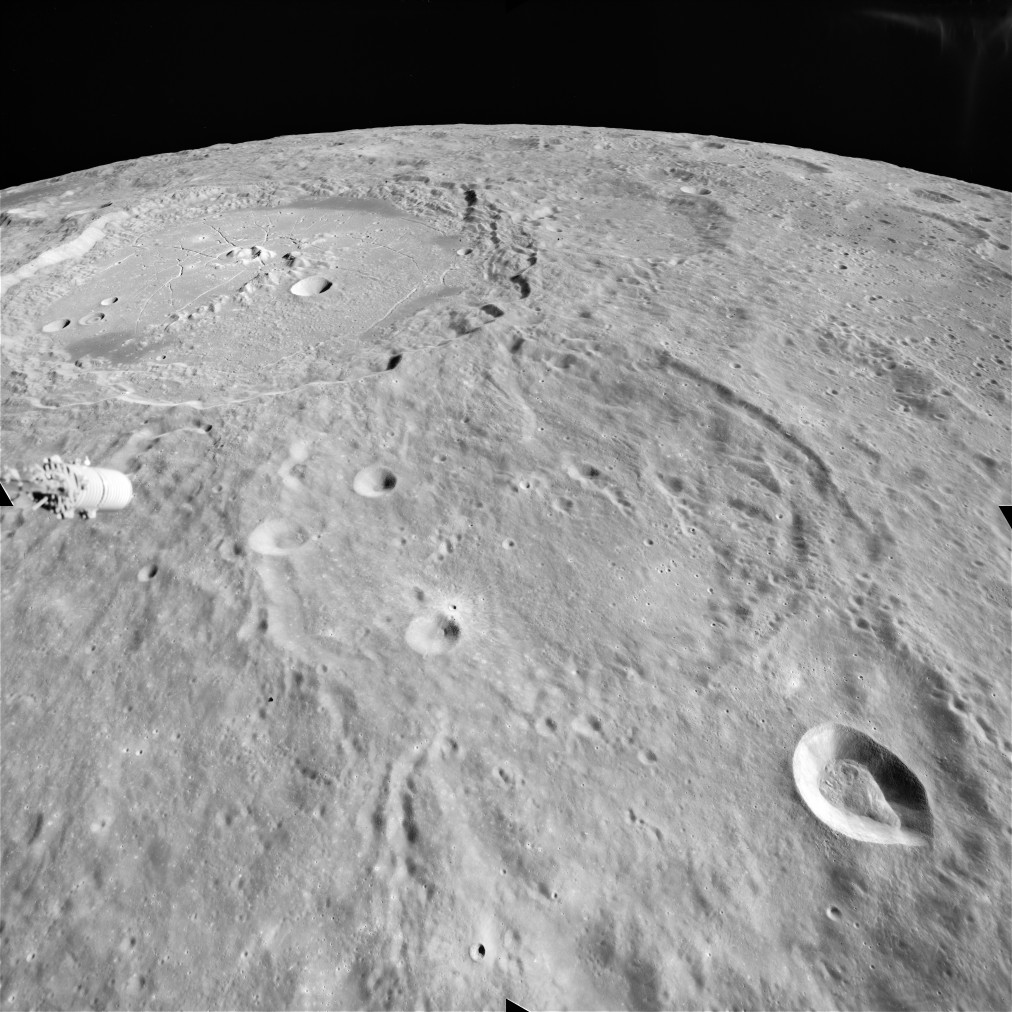
Кратер Филлипс (в центре) и Гумбольдт (внизу справа). Снимок с борта Аполлона-15.

## См.также
- Список кратеров на Луне
- Лунный кратер
- Морфологический каталог кратеров Луны
- Планетная номенклатура
- Селенография
- Минералогия Луны
- Геология Луны
- Поздняя тяжёлая бомбардировка